# Silphictidoides
Silphictidoides es un género extinto de los terocéfalos terápsidos del Pérmico Superior de Tanzania. La especie tipo, Silphictidoides ruhuhuensis fue nombrada así por el paleontólogo alemán Friedrich von Huene en 1950 de la Zona faunìstica de Tropidostoma. Silphictidoides fue clasificado alguna una vez dentro de la familia Silpholestidae. Sin embargo los silfedolèstidos ya no son reconocidos como un grupo válido, y por tanto Silphictidoides se considera un miembro basal del Clado Baurioidea.